# NGC 147
NGC 147 (també conegut com a DDO3 o Caldwell 17) és una galàxia nana esferoidal a uns 2,58 anys llum de distància a la constel·lació de Cassiopeia. NGC 147 és un membre del grup local de galàxies i és una galàxia satèl·lit de la Galàxia d'Andròmeda (M31). Forma un parell físic amb la galàxia propera NGC 185,
un altre satèl·lit a distància d'M31. Va ser descobert per John Herschel al setembre de 1829. Visualment és alhora més feble i lleugerament més gran que NGC 185 (i per tant té una brillantor superficial considerablement més baixa). Això vol dir que NGC 147 és més difícil de veure que NGC 185, que és visible en petits telescopis. A Webb Society Deep-Sky Observer's Handbook, l'aparença visual d'NGC 147 es descriu la manera següent:

Gran, molt feble, esfera irregular; s'il·lumina enmig d'un nucli estel·lar.

El nombre de membres d'NGC 147 en el grup local va ser confirmat per Walter Baade el 1944 quan va ser capaç de resoldre la galàxia en estrelles individuals amb el telescopi de 2,5 m al Mont Wilson, a prop de Los Angeles.

## Característiques
Un estudi de les estrelles més brillants de la branca asimptòtica de les gegants en l'àrea de radi 2 de Greenwich; del centre de NGC 147 mostra que l'última activitat important de formació d'estrelles a l'NGC 147 es va produir fa al voltant de 3 Gigaanys.
NGC 147 conté una gran població d'estrelles més velles que mostren un diferencial en metal·licitat i edat. El diferencial de metal·licitat suggereix que NGC 147 ha tingut enriquiment químic. Tanmateix, en la Regió H I no s'ha vist i el límit superior de massa del medi interestel·lar és molt menor del que s'esperava que tenia el material que es va emetre d'estrelles que havien mantingut en la galàxia en evolució. Això implica l'esgotament del medi interestel·lar.

## Mesuraments de distància
Almenys dues tècniques s'han utilitzat per mesurar les distàncies a NGC 147. La tècnica de mesurament de fluctuacions de brillantor de la distància de la superfície estima distàncies a les galàxies espirals sobre la base del grau d'aspror de l'aparença de les seves protuberàncies. La distància mesurada a NGC 147 amb aquesta tècnica és de 2,67 ± 0,18 anys llum (870 ± 60 kpc). No obstant això, NGC 147 és prou a prop que la Punta de la branca gegant vermella gegant vermella es pot fer servir per estimar la seva distància. La distància estimada a NGC 147 fent servir aquesta tècnica és de 2.21 ± 0.09 anys-llum (680 ± 30 kpc). De mitjana en conjunt, aquestes mesures de distància donen una estimació de la distància de 2.53 ± 0.11 Mly (780 ± 30 kpc).[a]